# جون دبليو. ريد
جون دبليو. ريد (بالإنجليزية: John W. Reed)‏ هو محامي أمريكي، ولد في 1918 في إنديبندنس في الولايات المتحدة، وتوفي في 6 مارس 2018.